# Предложение о расовом равенстве
Предложение о расовом равенстве (яп. 人種的差別撤廃提案 Jinshutekisabetsu teppai teian, «Предложение об отмене расовой дискриминации») — японская поправка к Статуту Лиги Наций, бывшему первой частью Версальского и последующим мирных договоров, которая рассматривалась на Парижской мирной конференции 1919 года. Поправка никогда не предполагала какие-либо глобальные последствия, а была направлена только на то, чтобы гарантировать равное обращение со всеми гражданами, принадлежащими к Лиге Наций; присутствие африканских, южноамериканских и азиатских стран в Лиге Наций придавало этому универсальный смысл, делая это предложение весьма спорным.
Хотя это предложение было широко поддержано, оно не стало частью договора, в основном из-за противодействия Австралии и США. Его неприятие было одной из причин отчуждения Японии от других великих держав и помогло рационализировать рост её национализма и милитаризма внутри страны, что привело к Второй мировой войне. Отказ от «клаузулы» вызвал большое возмущение в Японии и у всех небелых народов, особенно тех, кто находился под каким-то колониальным господством.
Принцип расового равенства был пересмотрен после войны и включен в Устав Организации Объединённых Наций в 1945 году как основополагающий принцип международного правосудия. Однако некоторые страны, включая членов Организации Объединённых Наций (в первую очередь США), продолжали сохранять дискриминационные по расовому признаку законы в течение десятилетий после окончания войны.